# Marcel Ichac
Marcel Ichac (ur. 22 października 1906 w Rueil-Malmaison – 9 kwietnia 1994 w Ézanville) – reżyser, producent, alpinista, himalaista francuski.
W 1963 roku podczas 36. ceremonii wręczenia Oscarów otrzymał Nagrodę Akademii Filmowej w kategorii Krótki film przyrodniczy.

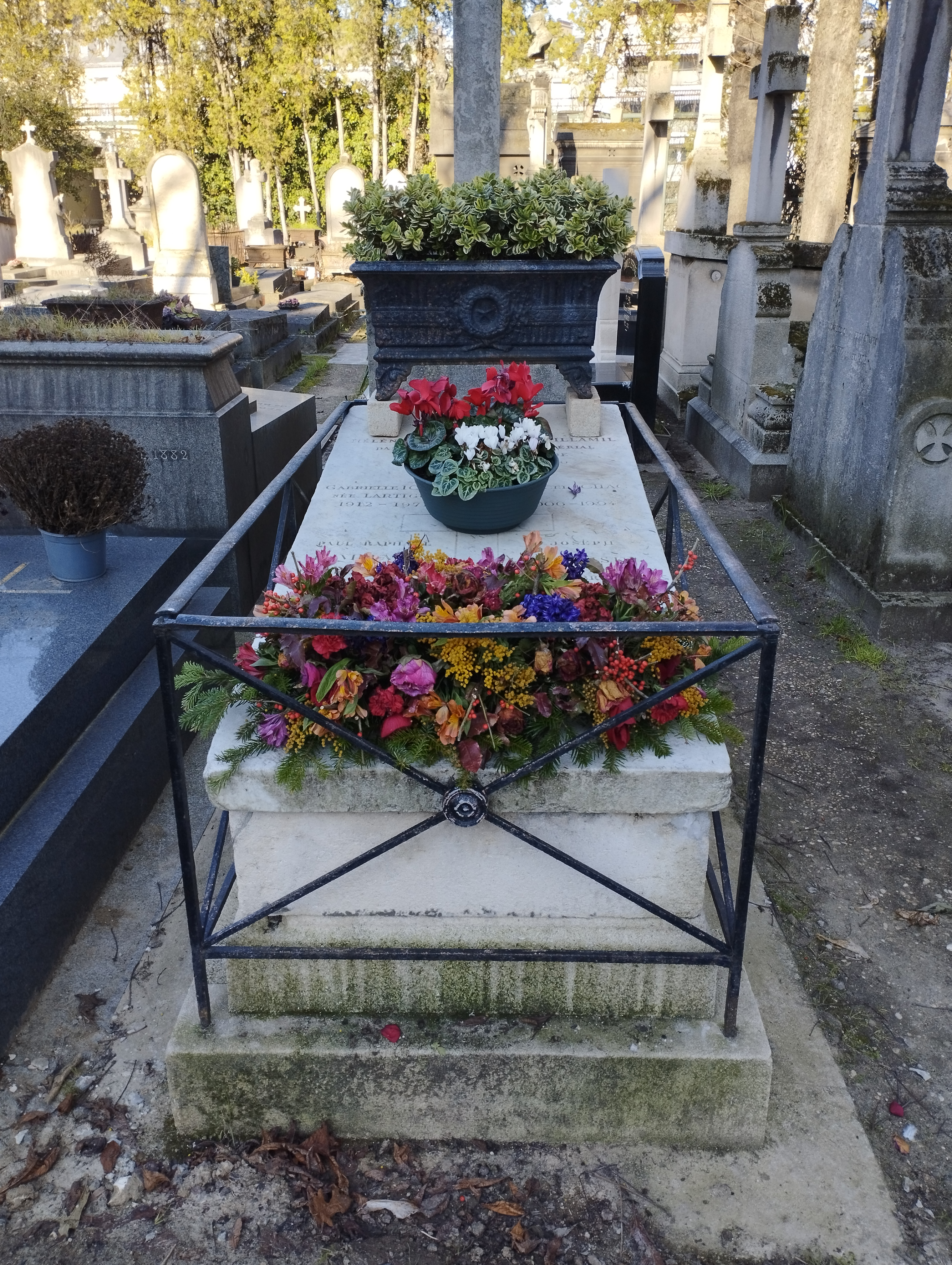
Grobowiec Marcela Ichac'a na Cmentarzu Passy

## Publikacje
- À l'assaut des Aiguilles du Diable, 1945, wyd. Jean Susse.
- Regards vers l'Annapurna, 1951, wyd. Arthaud. Zdjęcia: Marcel Ichac, Maurice Herzog, Gaston Rébuffat.
- Quand brillent les Etoiles de Midi, 1960, wyd. Arthaud.

## Filmografia

### Reżyser
- Ski de printemps (1934).
- 4100, ascension à ski des Ecrins (ok. 1934).
- De Nice à Chamonix à ski (1935).
- Poursuites blanches (1936).
- 36 chandelles (1936).
- Karakoram, Leone d'Argento, Festiwal Filmowy w Wenecji (1937).
- Missions de la France (1939).
- Pélerins de La Mecque (1940).
- Le Médecin des neiges (1942) (wystąpił Gérard Oury).
- A l'Assaut des Aiguilles du Diable (1942), "Grand prix du documentaire" 1943 (wystąpił Armand Charlet).
- La clef des champs (1941-1947).
- La soudure de l'aluminium (1942), L'Industrie française de l'aluminium (1942)
- Sondeurs d'abimes (1943).
- Tempête sur les Alpes (1944-1945).
- Ski de France (1947).
- Carnet de plongée wystąpił Jacques-Yves Cousteau (1948).
- Padirac, rivière de la nuit (1948).
- Vite et léger (vers 1948 ?).
- Victoire sur l'Annapurna (1950).
- Groenland, 20.000 lieues sur les glaces (francuskie ekspedycje polarne: Paul-Émile Victor, nagroda za film dokumentalny na Festiwalu w Cannes 1952.
- Nouveaux Horizons (1952).
- Pechiney (1955; wystąpił Jean-Louis Trintignant).
- Ce métal a 100 ans (1955).
- Les danses de Tami (1955).
- Les Etoiles de Midi (1958; wystąpił Lionel Terray), nagrody: grand prix kina francuskiego 1959, Trydent, Belluno, Cortina d'Ampezzo.
- Le conquérant de l'inutile (1967).
- La légende du lac Titicaca (1968), wystąpił Jacques-Yves Cousteau.
- 50 ans ou la vie d'un skieur (1970).
- Karakoram, 1936-1986 (1968).

### Producent
- La Rivière du hibou (reż. Robert Enrico) (1962), Złota Palma w Cannes 1962, Oscar 1963.
- Le Maillon et la chaîne (The link and the chain) Jacques Ertaud i Bernard Gorki (1963).
- Le Monde sans soleil, wystąpił Jacques-Yves Cousteau (1964), Oscar 1964.

### Współpraca
- L'Aiguille verte, reż. Samivel (1934?).
- Le Monde du silence, reż. Jacques-Yves Cousteau i Louis Malle (1956), Złota Palma w Cannes 1956, Oscar 1956).

### Aktor
- Alpinisme (1933).